# Pohár FAČR 2020-2021
La Coppa della Repubblica Ceca 2020-2021 di calcio (in ceco Pohár české pošty), conosciuta anche come MOL Cup per ragioni di sponsorizzazione, è stata la 28ª edizione del torneo, iniziata l'11 agosto 2020 e terminata il 20 maggio 2021. Lo Slavia Praga ha conquistato il trofeo per la sesta volta nella sua storia.

## Turno preliminare
Annullato per questa stagione a causa del perdurare della crisi epidemiologica dovuta alla diffusione del COVID-19.

## Primo turno
Al primo turno accedono 86 squadre: 1 dalla 1. liga, 14 dalla Division 2, 20 dalla CFL, 13 dalla MSFL e 38 squadre provenienti dal quarto livello del campionato ceco di calcio.
| Squadra 1                      | Risultato       | Squadra 2              |
| ------------------------------ | --------------- | ---------------------- |
| 11 agosto 2020                 |                 |                        |
| Beskyd Frenštát                | 2 – 0           | Dolní Benešov          |
| 1. HFK Olomouc                 | 0 – 2           | Rosice                 |
| 14 agosto 2020                 |                 |                        |
| FK Spartak Soběslav            | 1 – 4           | Táborsko               |
| 15 agosto 2020                 |                 |                        |
| FK Brandýs nad Labem           | 2 – 4           | Jiskra Domažlice       |
| Dvůr Králové                   | 0 – 3           | Jiskra Ústí nad Orlicí |
| Kladno                         | 5 – 6           | Benešov                |
| Kolín                          | 1 – 1 (4-3 dtr) | Pardubice              |
| Libcany                        | 0 – 7           | Chlumec nad Cidlinou   |
| Sokol Libiš                    | 0 – 6           | Loko Vltavín           |
| Motorlet Praga                 | 1 – 0           | Meteor Praga VIII      |
| Slaný                          | 1 – 2 (dts)     | Hostoun                |
| FC Viktoria Mariánské Lázně    | 0 – 6           | Karlovy Vary           |
| Chomutov                       | 1 – 3           | Povltavska FA          |
| Brezova                        | 3 – 2           | FK Zbuzany 1953        |
| Baník Souš                     | 2 – 0           | Králův Dvůr            |
| Český Brod                     | 1 – 1 (5-4 dtr) | Písek                  |
| Náchod-Deštné                  | 0 – 6           | Hradec Králové         |
| Sokol Srbice                   | 3 – 0           | Baník Sokolov          |
| Beroun                         | 0 – 4           | Viktoria Žižkov        |
| Velke Hamry                    | 0 – 2           | Graffin Vlašim         |
| FC Slovan Velvary              | 5 – 1           | MFK Dobříš             |
| Vysoké Mýto                    | 4 – 3 (dts)     | Zápy                   |
| 16 agosto 2020                 |                 |                        |
| TJ Tatran Sedlčany             | 0 – 6           | Slavoj Vyšehrad        |
| 25 agosto 2020                 |                 |                        |
| OEZ Letohrad                   | 0 – 2           | Chrudim                |
| Humpolec                       | 1 – 2           | Vrchovina              |
| Tasovice                       | 4 – 5 (dts)     | Znojmo                 |
| 26 agosto 2020                 |                 |                        |
| Detmarovice                    | 1 – 6           | Hlučín                 |
| Unie Hlubina                   | 6 – 3           | Vítkovice              |
| Lanzhot                        | 0 – 1           | Líšeň                  |
| Nový Jičín                     | 0 – 3           | FC Odra Petřkovice     |
| Olesnice                       | 0 – 4           | Uničov                 |
| Jiskra Rýmařov                 | w/o             | Prostějov              |
| Skaštice                       | 0 – 6           | Vyškov                 |
| Slavičín                       | w/o             | Fotbal Třinec          |
| Stará Říše                     | 1 – 4           | Vysočina Jihlava       |
| FC Strání                      | 1 – 5           | Hanácká                |
| Valašské Meziříčí              | 0 – 1           | Frýdek-Místek          |
| SK Tatran Ždírec nad Doubravou | w/o             | Velké Meziříčí         |
| Admira Praga                   | 0 – 4           | Dukla Praga            |
| FK Komárov                     | 1 – 3           | Ústí nad Labem         |
| Prepere                        | 3 – 1           | Varnsdorf              |
| 2 settembre 2020               |                 |                        |
| Hranice                        | w/o             | Blansko                |
| Kosmonosy                      | 1 – 1 (0-3 dtr) | Aritma Praga           |

## Secondo turno
Al secondo turno accedono le 42 squadre vincitrici del primo turno (Uničov non presente nel sorteggio) e 12 squadre militanti nella 1. liga non partecipanti alle competizioni europee, eccetto il Pardubice entrato al Primo turno.
| Squadra 1              | Risultato | Squadra 2            |
| ---------------------- | --------- | -------------------- |
| 13 settembre 2020      |           |                      |
| Vrchovina              | 1 – 2     | Vysočina Jihlava     |
| 15 settembre 2020      |           |                      |
| Benešov                | 0 – 3     | Teplice              |
| Frýdek-Místek          | 1 – 2     | Blansko              |
| Brezova                | 0 – 3     | Hradec Králové       |
| Hanácká                | 0 – 3     | Opava                |
| 16 settembre 2020      |           |                      |
| Aritma Praga           | 0 – 3     | Dukla Praga          |
| Český Brod             | 0 – 3     | Chlumec nad Cidlinou |
| Jiskra Domažlice       | 2 – 0     | Ústí nad Labem       |
| Beskyd Frenštát        | 0 – 4     | Baník Ostrava        |
| Unie Hlubina           | 0 – 6     | Karviná              |
| Hlučín                 | 0 – 3     | Fotbal Třinec        |
| Hostoun                | 0 – 1     | Mladá Boleslav       |
| Motorlet Praga         | 0 – 3     | Chrudim              |
| FC Odra Petřkovice     | 0 – 3     | Sigma Olomouc        |
| Povltavska FA          | 0 – 3     | Táborsko             |
| Rosice                 | 0 – 3     | Zbrojovka Brno       |
| Sokol Srbice           | 0 – 3     | Graffin Vlašim       |
| Jiskra Ústí nad Orlicí | 1 – 0     | Trinity Zlín         |
| Velké Meziříčí         | 0 – 3     | Prostějov            |
| FC Slovan Velvary      | 0 – 2     | Bohemians 1905       |
| Loko Vltavín           | 0 – 3     | Příbram              |
| Vyškov                 | 0 – 3     | Slovácko             |
| Vysoké Mýto            | 1 – 2     | Prepere              |
| Znojmo                 | 0 – 3     | Líšeň                |
| 22 settembre 2020      |           |                      |
| Baník Souš             | 0 – 3     | Dyn. Č. Budějovice   |
| 23 settembre 2020      |           |                      |
| Karlovy Vary           | 3 – 0     | Slavoj Vyšehrad      |
| Kolín                  | 0 – 3     | Viktoria Žižkov      |

## Terzo turno
Al terzo turno accedono le 27 squadre vincitrici del secondo turno e le 5 squadre meglio classificate nella 1. liga 2019-2020.
| Squadra 1              | Risultato       | Squadra 2          |
| ---------------------- | --------------- | ------------------ |
| 30 settembre 2020      |                 |                    |
| Sparta Praga           | 2 – 0           | Blansko            |
| Chlumec nad Cidlinou   | 1 – 3           | Teplice            |
| Karviná                | 1 – 3           | Graffin Vlašim     |
| Táborsko               | 0 – 3           | Bohemians 1905     |
| 6 ottobre 2020         |                 |                    |
| Slovácko               | 6 – 0           | Prostějov          |
| 7 ottobre 2020         |                 |                    |
| Zbrojovka Brno         | 1 – 0           | Vysočina Jihlava   |
| Jiskra Ústí nad Orlicí | 0 – 3           | Dyn. Č. Budějovice |
| 8 ottobre 2020         |                 |                    |
| Chrudim                | 1 – 1 (6-7 dtr) | Mladá Boleslav     |
| 9 ottobre 2020         |                 |                    |
| Hradec Králové         | 2 – 1 (dts)     | Příbram            |
| 19 gennaio 2021        |                 |                    |
| Slavia Praga           | 4 – 1           | Dukla Praga        |
| 9 febbraio 2021        |                 |                    |
| Karlovy Vary           | 3 – 0           | Opava              |
| 10 febbraio 2021       |                 |                    |
| Jablonec               | 3 – 0           | Líšeň              |
| Sigma Olomouc          | 3 – 1           | Jiskra Domažlice   |
| Viktoria Plzeň         | 7 – 0           | Prepere            |
| 11 febbraio 2021       |                 |                    |
| Slovan Liberec         | 3 – 1 (dts)     | Viktoria Žižkov    |
| 23 febbraio 2021       |                 |                    |
| Baník Ostrava          | 2 – 0           | Fotbal Třinec      |

## Ottavi di finale
| Squadra 1      | Risultato   | Squadra 2          |
| -------------- | ----------- | ------------------ |
| 2 marzo 2021   |             |                    |
| Viktoria Plzeň | 3 – 1       | Hradec Králové     |
| 3 marzo 2021   |             |                    |
| Teplice        | 2 – 0       | Zbrojovka Brno     |
| Slovan Liberec | 1 – 0       | Dyn. Č. Budějovice |
| Slavia Praga   | 10 – 3      | Karlovy Vary       |
| 9 marzo 2021   |             |                    |
| Bohemians 1905 | 0 – 2       | Sigma Olomouc      |
| 17 marzo 2021  |             |                    |
| Sparta Praga   | 1 – 0       | Baník Ostrava      |
| 26 marzo 2021  |             |                    |
| Mladá Boleslav | 4 – 2 (dts) | Slovácko           |
| 27 marzo 2021  |             |                    |
| Graffin Vlašim | 2 – 3       | Jablonec           |

## Quarti di finale
| Squadra 1      | Risultato | Squadra 2      |
| -------------- | --------- | -------------- |
| 7 aprile 2021  |           |                |
| Teplice        | 2 – 1     | Mladá Boleslav |
| Viktoria Plzeň | 1 – 0     | Slovan Liberec |
| Sparta Praga   | 4 – 1     | Jablonec       |
| 28 aprile 2021 |           |                |
| Sigma Olomouc  | 0 – 3     | Slavia Praga   |

## Semifinali
| Squadra 1      | Risultato | Squadra 2    |
| -------------- | --------- | ------------ |
| 28 aprile 2021 |           |              |
| Viktoria Plzeň | 1 – 0     | Teplice      |
| 5 maggio 2021  |           |              |
| Sparta Praga   | 0 – 3     | Slavia Praga |

## Finale
| Arbitro: | Karel Hrubeš |

|  |           |          |
|  | Marcatori | 73’ Sima |